# نوربانو سلطان
نوربانو سلطان هي زوجة السلطان سليم الثاني ووالدة السلطان مراد الثالث، وهي بالأصل ابنة عائلة نبيلة من نبلاء البندقية (آل بافو) قبل أن تُخطف عبر القراصنة وتُباع كجارية لقصر الباب العالي حيث أصبحت مفضلة الشاهزاده -وتعني الأمير- سليم (سليم الثاني لاحقا) حين ذاك . وأنجبت له أول أبنائه مراد (مراد الثالث لاحقا) ومن ثم أسلمت وحملت اسم نوربانو. أصبحت السلطانة الأم في عهد ابنها وهكذا لقبت ب(دولتلو عصمتلو عفيفة نوربانو سلطان) أي السلطانة العفيفة ذات العصمة نوربانو صاحبة الدوله
سلطانه الحريم
تعد السلطانة نوربانو نموذجاً لا ينسى من نماذج سلطنة الحريم، والتي تعني بالأصل تحكم سلطانات وجواري قصر الحرملك في الدولة وتوجيههم للسلاطين وكذلك الوزراء والباشوات فيما يريدون ودون التقيد بمصلحة الدولة وهو ما أدى لخلل خطير في الدولة العثمانية وأدى لزيادة نفوذ الحرملك والجنود الإنكشارية.
بعد وفاة السلطان سليمان القانوني عام 1566م تقلد زوجها السلطان سليم السلطنة، ولما كان السلطان سليم ضعيفاً لا يتصف بالحزم ولا القدرة على الحكم مثل أبيه فقد أصبح سهل التوجيه ودار الصراع الأولي بين شقيقته السلطانة مهرماه والتي لقبت شرفياً بالسلطانة الأم وبين نوربانو. وجود الصدر الأعظم القوي حينذاك صقوللو محمد باشا قد أنقذ الدولة من كارثة الانهيار لوجود سلطان ضعيف توجهه أخته وزوجته. وبعد وفاة السلطان سليم 1574م تقلد ابنها مراد السلطنة، حيث أصبحت رسمياً تلقب بالسلطانة الأم وبذلك فهي أول من حملت اللقب فعلياً منذ السلطانة عائشة حفصة سلطان والدة سليمان القانوني المتوفية 1534 م، أي أنها أول سلطانة أم فعلية منذ 40 عاماً. ومع تواري نفوذ السلطانة مهرماه إلى الظل ومن ثَم وفاتها عام 1578م فقد انتقل الصراع بين نوربانو وبينها إلى الصراع مع صفية، زوجة ابنها مراد والتي أصبحت سلطانة بعد أن ولدت له ولي عهده محمد. ولما كان السلطان مراد ضعيف الشخصية أيضاً لا يكاد يخرج من القصر وكان شديد التعلق بزوجته وكذلك أمه فإنه أصبح ألعوبة في أيديهما، واستطاعت جان فداء كالفا (كبيرة موظفين الحرملك) أن تساهم في هذا الصراع أيضاً بأن كانت تحت سيطرة نوربانو مما مكنها من أن تتحكم في علاقاته بجواريه. وزاد أمر الدولة سوءاً بمقتل الصدر الأعظم الكفء صقوللو محمد باشا بتحريض من السلطانة صفية على الأرجح، وتولى مكانه وزراء ليس لهم ما كان له من قوة وحنكة وقدرة على ضبط الأمور والوقوف بوجه سلطة الحريم وأمام استفحال نفوذ الانكشارية. واستمر صراعها مع صفية حاضراً حتى وفاتها عام 1583م.

## في الإعلام
ظهرت شخصية نوربانو في مسلسل القرن العظيم المعروف عربياً بحريم السلطان، وجسدت دورها الممثلة ميرفي بولغور .